# Willem van Monferrato
Willem van Monferrato, bijg Langzwaard, (1150- Ascalon, 1177) was de oudste zoon van Willem V van Monferrato  en Judith van Babenberg. Doordat hij nog vóór zijn vader stierf, werd hijzelf geen markgraaf van Monferrato.
Willem kwam naar het Heilig Land en trouwde met Sibylla van Jeruzalem, halfzuster  van koning  Boudewijn IV van Jeruzalem, die hem de graafschappen Jaffa en Ascalon schonk. Hij stierf aan malaria in Ascalon in 1177. Zijn postume zoon, Boudewijn, zou koning van Jeruzalem worden.